# 7706 Mien
7706 Mien este un asteroid din centura principală de asteroizi.

## Descriere
7706 Mien este un asteroid din centura principală de asteroizi. A fost descoperit pe 19 martie 1993 la Observatorul La Silla în cadrul programului UESAC. El prezintă o orbită caracterizată de o semiaxă mare de 2,39 ua, o excentricitate de 0,17 și o înclinație de 2,7° în raport cu ecliptica.